# Ergys Mersini
Ergys Mersini (Argirocastro, 30 settembre 1989) è un ex calciatore albanese, di ruolo difensore.

## Carriera

### Club
Il 13 gennaio 2018 viene acquistato a titolo definitivo dalla squadra albanese del Vllaznia.